# Sevran
Sevran ist eine französische Gemeinde mit 51.640 Einwohnern (Stand 1. Januar 2022) im Département Seine-Saint-Denis in der Region Île-de-France. Die Einwohner werden Sevranais genannt.

## Geografie
Sevran liegt ca. 18 Kilometer nordöstlich von Paris in einem sehr urbanisierten Gebiet der Île de France. Das 7,28 km² große Gemeindegebiet ist praktisch ganz überbaut. Der Canal de l’Ourcq (dt.: Ourcq-Kanal) und auch das Bächlein Morée durchfließen das Gebiet von Sevran. Nachbargemeinden sind Villepinte im Norden, Aulnay-sous-Bois im Westen, Vaujours im Osten und Livry-Gargan im Süden. Die Siedlungsgebiete sind zum größten Teil zusammenhängend.

## Geschichte
1865 wurde unter Napoleon III. beschlossen, in Sevran eine nationale Schießpulverfabrik, die Poudrerie nationale de Sevran-Livry zu errichten. Die Fabrik war von 1873 bis 1973 in Betrieb und beschäftigte zeitweise mehr als 3000 Arbeiter. 1982 wurde die Fabrik zu einem Museum, um das herum der 137 Hektar große Parc de la Poudrerie entstand.
Von 1947 bis 1955 betrieb die Poudrerie eine Außenstelle auf dem Gelände des Fort de Vaujours und führte dort Experimente mit explosiven Produkten durch.

## Bevölkerungsentwicklung
| Jahr                       | 1962   | 1968   | 1975   | 1982   | 1990   | 1999   | 2006   | 2017   |
| Einwohner                  | 17.969 | 20.253 | 34.221 | 41.809 | 48.478 | 47.063 | 51.106 | 51.016 |
| Quellen: Cassini und INSEE |        |        |        |        |        |        |        |        |

Mit 51.640 Einwohnern (Stand 1. Januar 2022) gehört Servan eher zu den größeren Agglomerationsgemeinden im Département Seine-Saint-Denis. 1962 zählte die Gemeinde noch 17.969 Einwohner. Ein markantes Wachstum der Bevölkerungszahl wurde vor allem in den 1970er und 1980er Jahren verzeichnet.
Servan liegt in der Banlieue von Paris, typisch dafür ist die hohe Bevölkerungsdichte von rund 7000 Einwohnern pro km² und der überdurchschnittlich große Ausländeranteil.

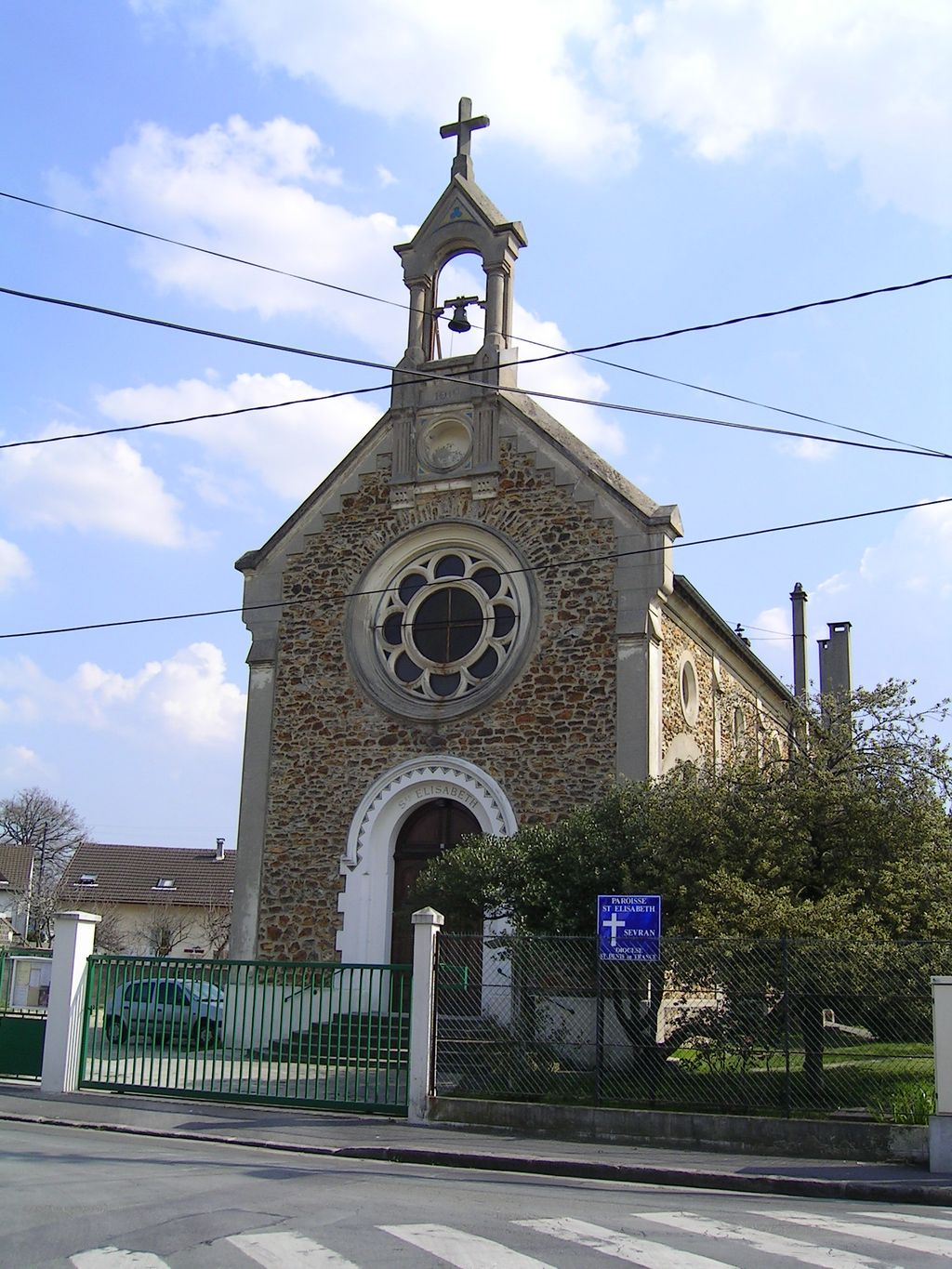
Kirche Sainte-Elisabeth
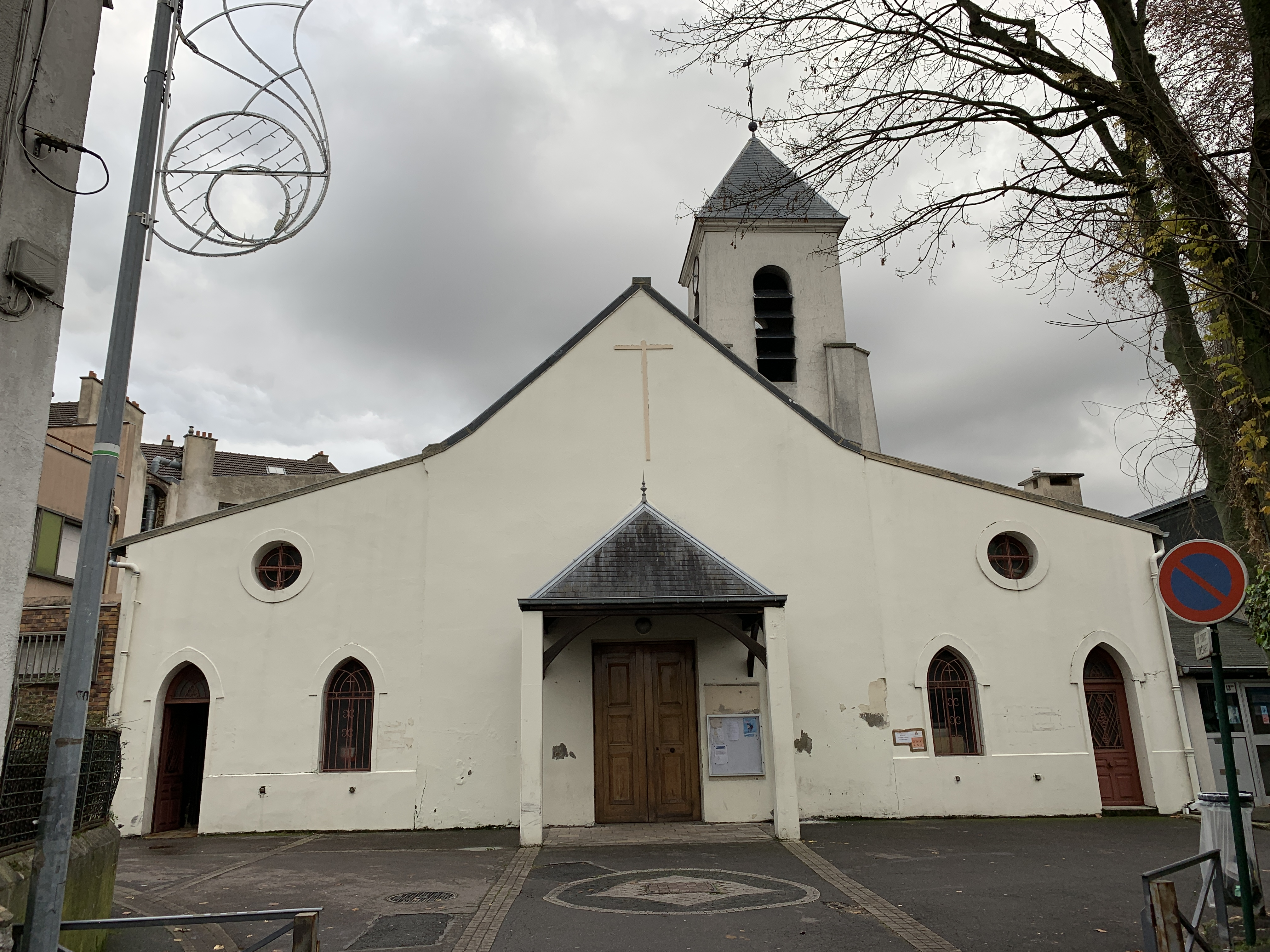
Kirche Saint-Martin